# João Paulo (São Tomé)
João Paulo é uma aldeia de São Tomé e Príncipe, localiza-se no Distrito de Lembá, ilha de São Tomé, próxima às localidades de Manuel Morais, Cascata, António Morais, Fortunato e Rebordelo.